# Okres Nové Zámky

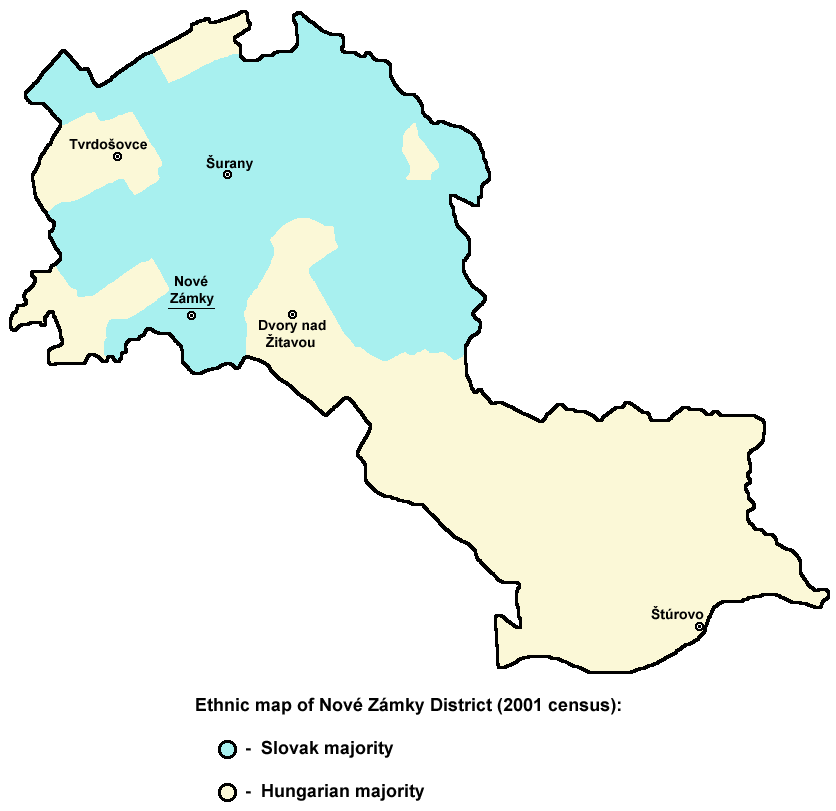
Etnische kaart van Okres Nové Zámky (2001)

Nové Zámky is een district (Slowaaks: Okres) in de Slowaakse regio Nitra. De hoofdstad is Nové Zámky. Het district bestaat uit 3 steden (Slowaaks: mesto) en 59 gemeenten (Slowaaks: obec). In 2011 woonden er 144.417 personen waaronder 48.483 etnische Hongaren (34%). De Hongaren vormen in het zuidelijk deel van het district in 34 gemeenten de meerderheid van de bevolking (zie Hongaarse minderheid in Slowakije. 

## Steden
- Nové Zámky
- Štúrovo
- Šurany

## Lijst van gemeenten
| - Andovce - Bajtava - Bánov - Bardoňovo - Belá - Bešeňov - Bíňa - Branovo - Bruty - Čechy - Černík - Dedinka - Dolný Ohaj - Dubník - Dvory nad Žitavou - Gbelce - Hul - Chľaba - Jasová - Jatov | - Kamenica nad Hronom - Kamenín - Kamenný Most - Kmeťovo - Kolta - Komjatice - Komoča - Leľa - Lipová - Ľubá - Malá nad Hronom - Malé Kosihy - Maňa - Michal nad Žitavou - Mojzesovo - Mužla - Nána - Nová Vieska - Obid - Palárikovo | - Pavlová - Podhájska - Pozba - Radava - Rastislavice - Rúbaň - Salka - Semerovo - Sikenička - Strekov - Svodín - Šarkan - Trávnica - Tvrdošovce - Úľany nad Žitavou - Veľké Lovce - Veľký Kýr - Vlkas - Zemné |

Okres Komárno · Okres Levice · Okres Nitra · Okres Nové Zámky · Okres Šaľa · Okres Topoľčany · Okres Zlaté Moravce